# Jacob Goldberg

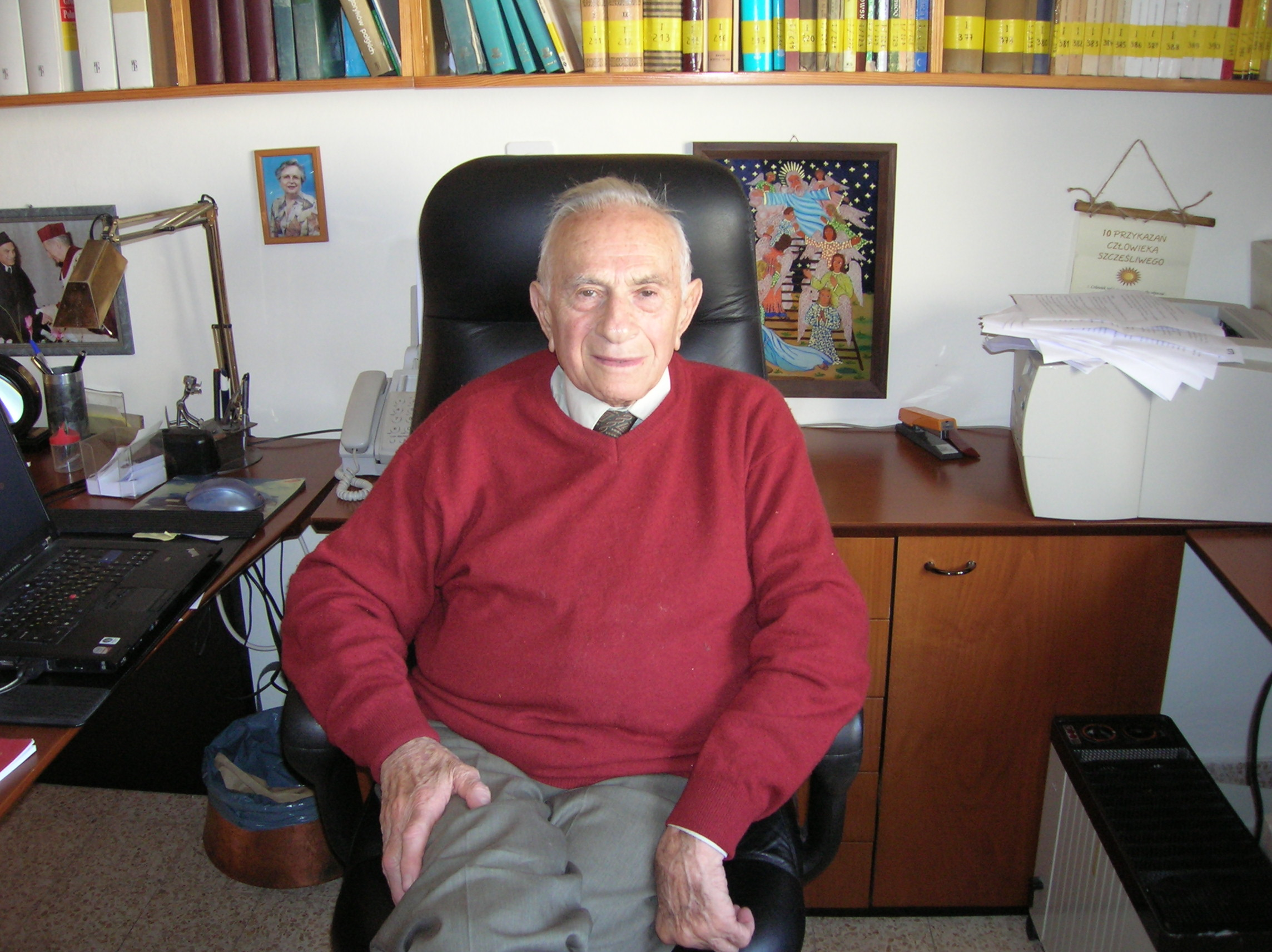
Jacob Goldberg

Jacob Goldberg (* 2. Februar 1924 in Łódź, Polen; † 15. November 2011 in Jerusalem, Israel) war ein polnisch-israelischer Historiker für Osteuropäische Geschichte. Er überlebte das KZ Buchenwald, studierte danach in Polen Geschichtswissenschaft, emigrierte 1968 nach Israel, wo er bis zu seiner Emeritierung an der Hebrew University of Jerusalem Osteuropäische Geschichte lehrte.

## Leben
Jacob Goldberg wurde 1924 in Łódź geboren, in der Zeit der deutschen Okkupation Polens wurde er zunächst im Ghetto in Łódź, dann in einem Außenlager des KZ Buchenwald unter schrecklichen Bedingungen zum Arbeitseinsatz in einer Munitionsfabrik gezwungen. Nach der Befreiung aus dem Konzentrationslager kehrte er in seine Heimatstadt Łódź zurück. Er war der einzige seiner Familie, der den Holocaust überlebt hatte. An der Universität Łódź begann er das Studium der Geschichtswissenschaft und wurde – nach seiner Promotion zum Dr. Ph. – dort Hochschullehrer. Als sich in Polen ein erneuter Antisemitismus erhob, emigrierte er nach Israel, wo er seit 1968 bis zu seiner Emeritierung an der Universität Jerusalem Osteuropäische Geschichte lehrte; seit 1989 war er zudem Direktor des dortigen Zentrums zur Erforschung der Geschichte und Kultur der Juden Osteuropas.

## Wirken
Jacob Goldberg ist unbestritten einer der angesehensten Forscher der Geschichte des osteuropäischen Judentums. In seinen Forschungen hat er sich vornehmlich auf die Wirtschafts- und Sozialgeschichte und die Situation der jüdischen Gemeinden in Polen des 17. und 18. Jahrhunderts konzentriert. In seinen zahlreichen wissenschaftlichen Veröffentlichungen arbeitet er die bisher noch viel zu wenig bekannte rechtliche, ökonomische, kulturelle und religiöse Lebenssituation des osteuropäischen Judentums und ihres enormen Einflusses auf die westeuropäischen Länder heraus. Für sein Werk Jewish Privileges in the Polish Commonwealth wurde er mit einem angesehenen Preis geehrt, von der Universität Warschau wurde er 1992 mit der Ehrendoktorwürde ausgezeichnet. Er war Gastprofessor in den USA, England und Polen sowie in Köln, München und Berlin. 1993 nahm er die Franz-Rosenzweig-Gastprofessur an der Universität Kassel wahr.

## Schriften (in Auswahl)
Aufsätze
- Poles and Jews in the 17th and 18th Centuries. Rejection or Acceptance. In: Jahrbücher für Geschichte Osteuropas, Bd. 22 (1974), S. 248–282.
- Getaufte Juden in Polen-Litauen vom 16. bis zum 18. Jahrhundert. Versuch einer sozialen Integration. in: Bernd Martin und Ernst Schulin (Hrsg.): Die Juden als Minderheit in der Geschichte, dtv Geschichte, München 1981, ISBN 3-423-01745-7.
- Die Ehe bei den Juden Polens im 18. Jahrhundert. In: Jahrbücher für Geschichte Osteuropas, Bd. 31 (1983), S. 482–515.
- Friends and Strangers. An Outline of the History of Polish-Jewish Relations in the former Polish Commonwealth. In: Dialectics and Humanism, Bd. 16 (1989), Heft 1.
- Die jüdischen Gutspächter in Polen-Litauen und die Bauern im 17. und 18. Jahrhundert. In: Manfred Alexander (Hrsg.): Kleine Völker in der Geschichte Osteuropas. Festschrift für Günther Stökl zum 75. Geburtstag. Steiner Verlag, Stuttgart 1991, ISBN 3-515-05473-1.
- The Changes in the Attitude of Polish Society toward the Jews in the 18th Century. In: Antony Polonsky (Hrsg.): From Shtetl to Socialism. Littman Library, London 1993, ISBN 1-874774-14-5.
- The Jewish Sejm. Its Origins and Functions. In: Antony Polonsky (Hrsg.): The Jews in Old Poland 1000-1795. Tauris Press, New York 1993, ISBN 1-85043-342-9.
- Metropolen und Zentren der Judenschaft in Polen. In: Evamaria Engel u. a. (Hrsg.): Metropolen im Wandel. Zentralität in Ostmitteleuropa an der Wende vom Mittelalter zur Neuzeit. Akademie-Verlag, Berlin 1995, ISBN 3-05-002816-5.
- Majer Ba'aban. Der führende Historiker der polnischen Juden. In: Judaica 1 (1995).
- Moses Schorr. Pionier der Erforschung der Geschichte der polnischen Juden. In: Judaica 2 (1995).
- Polen – Juden – Deutsche im 18. Jahrhundert. In: Robert Maier, G. Stöber (Hrsg.): Zwischen Abgrenzung und Assimilation – Deutsche, Polen und Juden. Schauplätze ihres Zusammenlebens von der Zeit der Aufklärung bis zum Beginn des Zweiten Weltkrieges. Hahnscher Verlag, Hannover 1996, ISBN 3-88304-288-9.
- Jüdische Stadtbevölkerung im frühneuzeitlichen Ostmitteleuropa. In: Berliner Jahrbuch für Osteuropäische Geschichte, Jg. 3 (1996), Heft 1.
- Mein Lebensweg. In: Wolfdietrich Schmied-Kowarzik (Hrsg.): Vergegenwärtigungen des zerstörten jüdischen Erbes. Franz-Rosenzweig-Gastvorlesungen 1987-1998. Universitätsverlag, Kassel 1997, ISBN 3-7281-2518-0.
- Die erste politische Bewegung unter den Juden im alten Polen. Die jüdischen Bevollmächtigten in den Jahren 1789-1792. In: Wolfdietrich Schmied-Kowarzik (Hrsg.): Vergegenwärtigungen des zerstörten jüdischen Erbes. Franz-Rosenzweig-Gastvorlesungen 1987-1998. Universitätsverlag, Kassel 1997, ISBN 3-7281-2518-0.

Bücher
- Jewish Privileges in the Polish Commonwealth. Charters of rights granted to the Jewish communities in Poland-Lithuania in the 16th to 18th century. Israel Academy of Sciences and humanities, Jerusalem 1985, ISBN 965-208-072-1.
- Juden im Polen und Litauen. Warum und auf welche Weise geht man ihrer Geschichte nach?Edition UniMedia, Leipzig 1996, ISBN 3-932019-04-0.